# Södra Kuvetjärnet, Dalsland
Södra Kuvetjärnet är en sjö i Åmåls kommun i Dalsland och ingår i Göta älvs huvudavrinningsområde. Södra Kuvetjärnen ligger i Sörknatten Natura 2000-område.